# Parafia Niepokalanego Poczęcia Najświętszej Maryi Panny w Kaszubińcach
Parafia Niepokalanego Poczęcia Najświętszej Maryi Panny w Kaszubińcach – rzymskokatolicka parafia znajdująca się w Kaszubińcach, w diecezji grodzieńskiej, w dekanacie Grodno-Wschód, na Białorusi. Parafię prowadzą klaretyni.

## Historia
W latach 1750–1773 jezuici zbudowali tu drewniany kościół. W XIX była to kaplica parafii w Jeziorach. W późniejszych latach w Kaszubińcach powstała parafia. W latach międzywojennych parafia liczyła ok. 1500 wiernych. Leżała w archidiecezji wileńskiej, w dekanacie Grodno. Do kaszubińskiej parafii należała kaplica w Skidlu. W ołtarzu głównym umieszczony był uważany za cudowny obraz Matki Bożej Śnieżnej.
W 1962 władze komunistyczne zamknęły kościół, który w kolejnych latach popadł w ruinę. W 1989 świątynię zwrócono wiernym i wyremontowano.